# サン・コロンバーノ・チェルテーノリ
サン・コロンバーノ・チェルテーノリ(イタリア語: San Colombano Certenoli)は、イタリア共和国リグーリア州ジェノヴァ県にある、人口約2,600人の基礎自治体（コムーネ）。

## 地理

### 位置・広がり

#### 隣接コムーネ
隣接するコムーネは以下の通り。
- ボルツォナスカ
- カラスコ
- コレーリア・リーグレ
- レーイヴィ
- メッツァーネゴ
- オレーロ
- ラパッロ
- レッツォアーリオ
- ゾアーリ

### 地震分類
イタリアの地震リスク階級 (it) では、3 に分類される
。

## 行政

### 分離集落
サン・コロンバーノ・チェルテーノリには、以下の分離集落（フラツィオーネ）がある。
- Aveggio (capoluogo), Baranzuolo, Bavaggi, Calvari, Camposasco, Castelletti, Celesia, Certenoli, Cichero, Fregarie, Fronti, Maggi, Mezzavalle, Romaggi, San Colombano, Vignale, Carpenissone, San Martino al Monte